# Шенберг, Рэндол
Рэндол Шенберг (род. 12 сентября 1966) — американский адвокат и генеалог, базирующийся в Лос-Анджелесе, штат Калифорния, специализирующийся на судебных делах, связанных с возвратом украденных произведений искусства, в частности, нацистским режимом во время Холокоста. Президент Лос-анджелесского музея Холокоста (2005—2015; Рэндол Шенберг купил и подарил здание для музея). Куратор-доброволец Geni.com, член правления JewishGen.
Шёнберг широко известен как одна из центральных фигур фильма «Женщина в золоте» (2015).

## Биография
Рэндол Шенберг родился в 1966 году в семье Рональда Р. Шенберга и Барбары Зейсл Шенберг. Его дедушками были австрийские композиторы Арнольд Шёнберг и Эрик Зейсл. Его бабушка Гертруда Шёнберг была сестрой скрипача Рудольфа Колиша, а тетя Нурия — вдова итальянского композитора Луиджи Ноно.
В 1988 году Шенберг окончил Принстонский университет. Затем он окончил Университет Южной Калифорнии где получил степень доктора юриспруденции.
Шенберг представлял своего клиента Марию Альтман в суде, чтобы получить пять картин Густава Климта из поместья Фердинанда и Адель Блох-Бауэр, а также венский дом, в котором находились картины. Альтманн выиграла дело в Верховном суде Соединённых Штатов против правительства Австрии в 2004 году. Это было первое дело такого рода. Получив свой гонорар (более 50 миллионов долларов) Шёнберг использовал его для финансирования нового здания и расширения Лос-анджелесского Музея Холокоста и сделал вход в музей бесплатным. Шёнберг представлен в ряде документальных фильмов «Кража Климта», «Желание Адель», «Женщина в золоте», которые касаются событий, связанных с делом Альтмана против правительства Австрии.
Работал юристом юридических фирм Fried Frank и Katten Muchin. В 2007 году он был награждён премией адвоката Калифорнии «Адвокат года» за выдающиеся достижения в судебной практике.
С апреля 2015 года Шёнберг был адвокатом в небольшой юридической фирме Burris, Schoenberg & Walden, LLP и лектором в Университете Южной Калифорнии.
Рэндол Шенберг живёт в Брентвуде (Калифорния), со своей женой, Памелой Майерс Шёнберг. У них есть два сына, Джозеф и Натан, и дочь Дора. Преподает курс права на искусство и культурную собственность в юридической школе Гулда в Гусаре.

## Книги
Автор книг:
- Beginner’s Guide to Austrian-Jewish Genealogy;
- Getting Started with Czech-Jewish Genealogy.